# Mogi Mirim EC
Mogi Mirim Esporte Clube sau simplu Mogi Mirim, este un club de fotbal din Brazilia, cu sediul în orașul Mogi Mirim, parte din statul  São Paulo. Culorile de acasă ale clubului sunt roșu și alb, iar mascota echipei este o broasca.

## Istoria clubului
Clubul a fost fondat la 1 Februarie 1932, iar din primul său an clubul concurează în turnee organizate de Federação Paulista de Futebol (Federația Paulista de Fotbal). Clubul a devenit o echipă profesionistă în anii 1950, dar rezultatele sale au fost slabe la început. În anii 1980, după sosirea lui Wilson de Barros ca președinte al clubului, Mogi Mirim a început să vadă rezultate și în cele din urmă a fost promovat în prima divizie Campeonato Paulista. Clubul a retrogradat în divizia a doua în 1994, dar a fost promovat din nou în prima divizie în anul următor.
În 2008, Rivaldo, care este unul dintre cei mai faimoși fotbaliști brazilieni, a devenit președintele clubului. În decembrie 2014, la scurt timp după promovarea clubului în Série B, Rivaldo a scos clubul la vânzare pe Instagram. În anul următor, clubul a revenit în Série C, iar după aceea, echipa a suferit o serie de retrogradări consecutive atât la nivel național, cât și la nivel de stat, terminându-se cu o retrogradare la nivelul patru de stat în 2018. Echipa nu a mai participat în orice competiție oficială de atunci.